# Mountainbike-Weltmeisterschaften 2017
Die Mountainbike-Weltmeisterschaften 2017 fanden vom 5. bis 10. September 2017 in der australischen Stadt Cairns statt.

## Cross Country

### Männer
| Platz | Land | Sportler         | Zeit         |
| ----- | ---- | ---------------- | ------------ |
| 1     | SUI  | Nino Schurter    | 1:27:44 Std. |
| 2     | CZE  | Jaroslav Kulhavý | 1:27:51 Std. |
| 3     | SUI  | Thomas Litscher  | 1:27:59 Std. |

### Frauen
| Platz | Land | Sportlerin             | Zeit         |
| ----- | ---- | ---------------------- | ------------ |
| 1     | SUI  | Jolanda Neff           | 1:27:17 Std. |
| 2     | GBR  | Annie Last             | 1:29:40 Std. |
| 3     | FRA  | Pauline Ferrand-Prévot | 1:30:21 Std. |

### Staffel Mixed
| Platz | Land | Sportler                                                                                  | Zeit         |
| ----- | ---- | ----------------------------------------------------------------------------------------- | ------------ |
| 1     | SUI  | Filippo Colombo Joel Roth Sina Frei Jolanda Neff Nino Schurter                            | 1:05:08 Std. |
| 2     | DEN  | Sebastian Carstensen Alexander Young Andersen Annika Langvad Malene Degn Simon Andreassen | 1:05:32 Std. |
| 3     | FRA  | Jordan Sarrou Mathis Azzaro Pauline Ferrand Prevot Lena Gerault Perrin Ganier             | 1:05:32 Std. |

## Downhill

### Männer
| Platz | Land | Sportler       | Zeit          |
| ----- | ---- | -------------- | ------------- |
| 1     | FRA  | Loïc Bruni     | 3:26,656 Min. |
| 2     | AUS  | Michael Hannah | 3:26,995 Min. |
| 3     | USA  | Aaron Gwin     | 3:28,623 Min. |

### Frauen
| Platz | Land | Sportlerin     | Zeit          |
| ----- | ---- | -------------- | ------------- |
| 1     | CAN  | Miranda Miller | 4:10.245 Min. |
| 2     | FRA  | Myriam Nicole  | 4:10,342 Min. |
| 3     | AUS  | Tracey Hannah  | 4:12,230 Min. |

## Fourcross
Die Fourcross Weltmeisterschaften 2017 fanden vom 23. bis 25. August 2017 in Val di Sole/Italien statt.

### Männer
| Platz | Land | Sportlerin       | Zeit |
| ----- | ---- | ---------------- | ---- |
| 1     | SWE  | Felix Beckeman   |      |
| 2     | FRA  | Quentin Derbier  |      |
| 3     | ITA  | Giovanni Pozzoni |      |

### Frauen
| Platz | Land | Sportlerin              | Zeit |
| ----- | ---- | ----------------------- | ---- |
| 1     | AUS  | Caroline Buchanan       |      |
| 2     | CZE  | Romana Labounková       |      |
| 3     | AUT  | Helene Valerie Frühwirt |      |

## Medaillenspiegel
| Platz  | Land               | Gold | Silber | Bronze | Gesamt |
| ------ | ------------------ | ---- | ------ | ------ | ------ |
| 1      | Schweiz            | 3    | 0      | 1      | 4      |
| 2      | Frankreich         | 1    | 2      | 2      | 5      |
| 3      | Australien         | 1    | 1      | 1      | 3      |
| 4      | Kanada             | 1    | 0      | 0      | 1      |
| 4      | Schweden           | 1    | 0      | 0      | 1      |
| 6      | Tschechien         | 0    | 2      | 0      | 2      |
| 7      | Dänemark           | 0    | 1      | 0      | 1      |
| 7      | Großbritannien     | 0    | 1      | 0      | 1      |
| 9      | Italien            | 0    | 0      | 1      | 1      |
| 9      | Österreich         | 0    | 0      | 1      | 1      |
| 9      | Vereinigte Staaten | 0    | 0      | 1      | 1      |
| Gesamt | Gesamt             | 7    | 7      | 7      | 21     |